# Hevrin Khalaf

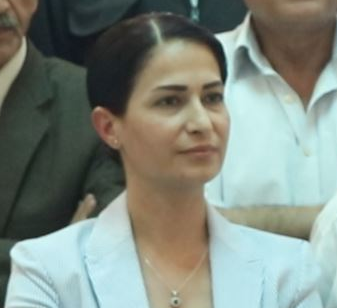
Hevrin Khalaf (2019)

Hevrin Khalaf (Koerdisch: Hevrîn Xelef) (Al-Malikiyah, 15 november 1984 – M4 autoweg Rojava, 12 oktober 2019) was een Koerdisch-Syrische politica en civiel ingenieur.
Ze was secretaris-generaal van de Partij van de Toekomst in Syrië. Khalaf stond bekend om haar diplomatieke vaardigheden en werkte aan het vergroten van de tolerantie en eenheid onder christenen, Arabieren en Koerden.
Khalaf werd op 12 oktober 2019 tijdens het Turkse militaire offensief in Noord-Syrië in de regio Rojava gedood door de door Turkije gesteunde rebellengroeperingen Ahrar al-Sham. Zij werd in de buurt van de snelweg M4 in Noord-Syrië vermoord.

## Externe links

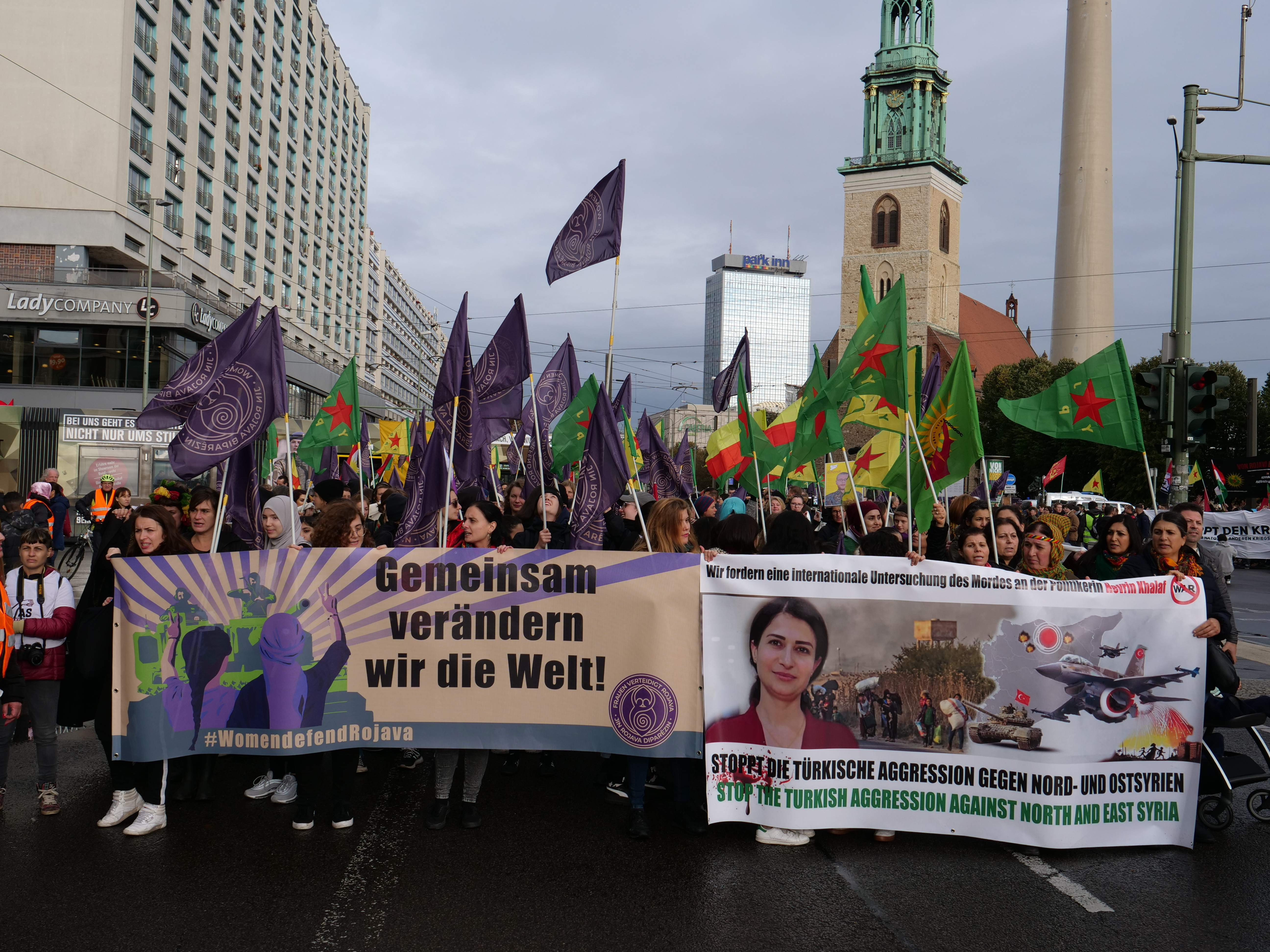
Demonstratie in Berlijn (2019).